# Kawasaki KAT-1
El Kawasaki KAT-1 fue un avión de entrenamiento japonés desarrollado por Kawasaki en la década de 1950. Fue diseñado para competir en un concurso de la Fuerza Aérea de Autodefensa de Japón para elegir un nuevo entrenador para la fuerza, sin embargo, el proyecto no prosperó. 

## Diseño y desarrollo
El KAT-1 fue desarrollado para ser el entrenador primario de la Fuerza Aérea Japonesa, competiría en un concurso contra el Beechcraft T-34 Mentor, que sería fabricado bajo licencia en Japón por Fuji. Tiene mucho en común con su contemporáneo de Kawasaki, el KAL-2, tanto en diseño como en componentes compartidos. La principal diferencia entre las dos aeronaves es la capacidad y el alojamiento; el KAL-2 tiene capacidad para hasta cinco personas en dos filas en una cabina amplia, mientras que el KAT-1 tiene dos asientos en tándem, bajo un acristalamiento más bajo y más estrecho.
El KAT-1 es un monoplano de ala baja voladizo. Su ala es de planta trapezoidal con puntas romas, construido a partir de dos barras metálicas y piel de aluminio estresada. Dentro de los alerones, que están cubiertos de tela sobre marcos de aleación de aluminio y masa equilibrada, hay alerones que son accionados hidráulicamente. La cola horizontal, montada en la parte superior del fuselaje, también es recta con puntas romas, pero la aleta y el timón son más redondos, con un largo filete dorsal que se extiende hacia la parte trasera del cristal de la cabina. Todas las superficies traseras tienen marcos de aleación y revestimiento de tela. El timón y el elevador están equilibrados tanto estática como aerodinámicamente y llevan pestañas de compensación.
El fuselaje del KAT-1 es un semi-monocasco de aleación estresada, con un motor Lycoming O-435 de seis cilindros instalado en la punta, con una hélice de dos palas de paso variable y 240 caballos de fuerza. El estudiante y el instructor ocupan cabinas de tándem provistas de controles dobles debajo de secciones deslizantes individuales en el cristal continuo. El KAT-1 posee un tren de aterrizaje retractable con amortiguadores oleoneumáticos y frenos hidráulicos.

## Historia operacional
Dos prototipos fueron construidos, y ambos volaron. Sin embargo el Beech Mentor terminó ganando la competencia de la Fuerza Aérea. Esto marcó el fin del proyecto, pero de todas maneras, el primer prototipo fue utilizado por un breve tiempo en la Fuerza Terrestre de Autodefensa de Japón.

## Ejemplares sobrevivientes
- Museo aeroespacial de Kakamigahara (Gifu): Primer prototipo denominado JA3084[5]